# Dashnor Kastrioti
Dashnor Kastrioti (ur. 30 listopada 1974) – albański piłkarz występujący na pozycji napastnika.

## Kariera klubowa
W sezonie 1995/1996 grał dla FSG Schiffweiler.

## Kariera reprezentacyjna
W kwietniu 1996 zagrał jeden mecz w reprezentacji Albanii (w Zenicy z Bośnią i Hercegowiną).